# Gymnosporia thyrsiflora
Gymnosporia thyrsiflora är en benvedsväxtart som först beskrevs av S.J.Pei och Y.H.Li, och fick sitt nu gällande namn av W.B.Yu och D.Z.Li. Gymnosporia thyrsiflora ingår i släktet Gymnosporia och familjen Celastraceae. Inga underarter finns listade.